# Chopin-Express
Chopin Express ist ein deutscher Fernsehfilm aus dem Jahr 1971, der die Situation polnischer Juden während des Zweiten Weltkriegs und in der Volksrepublik Polen beleuchtet. Der Titel Chopin Express war die umgangssprachliche Bezeichnung für die Nachtzug-Verbindung zwischen Warschau und Wien, die zeitweise die einzige Reisemöglichkeit von Polen ins westliche Ausland darstellte und mit der der Protagonist des Films sein Heimatland verlässt.

## Handlung
Ende der 1960er Jahre: Der polnisch-jüdische Schriftsteller Bernhard Litowski wird des Zionismus beschuldigt und aus der Volksrepublik Polen ausgewiesen. Er macht sich auf eine Reise über Wien, München, Antwerpen und London bis nach New York. Zugleich ist er auf der Suche nach einer eigenen (nationalen, politischen und religiösen) Identität.
Der Film zeigt parallel zwei Zeitebenen, Bernhards Gegenwart (in Farbe) und seine Kindheit im Krieg (in Schwarzweiß).

### Kindheit
Bernhards jüdische Mutter muss im von den Deutschen besetzten Polen untertauchen, nachdem ihr Mann verhaftet wurde. Ihren Sohn gibt sie bei einer Bauernfamilie, der sie ihr gesamtes Erspartes gibt, damit sie sich um den Jungen kümmern. In einem Versteck lernt sie den ehemaligen Pelzhändler Shimon Zimmer kennen, der mit seiner Familie aus Polen geflohen war, dann aber zurückkehrte, um seine Mutter zu holen. Nun muss er sich aber versteckt halten und kann das Land nicht mehr verlassen. Sein einziger wertvoller Besitz ist eine Patek-Philippe-Armbanduhr.
Bernhards Mutter wird auf der Straße von einer deutschen Streife kontrolliert und zeigt ihren gefälschten Ausweis vor. Einem mit den Deutschen kollaborierenden Polen, der die Streife begleitet, erscheint sie jedoch verdächtig. Er lässt sie das Gegrüßet seist Du Maria aufsagen, womit sie beweisen soll, dass sie keine Jüdin, sondern Katholikin sei. Da sie dies nicht kann, wird sie abgeführt. Zimmer macht sich auf dem Weg zu dem Bauernhof, auf dem Bernhard lebt. Er verrät Bernhard nicht, dass seine Mutter verhaftet wurde, und erkundigt sich, ob er gut versorgt werde. Dann schenkt er ihm seine Patek Philippe und verschwindet wieder. Zimmer besucht Freunde, die ihm Geld und ein Versteck anbieten, er lehnt aber beides ab, da er niemanden in Gefahr bringen will. Kurz darauf begeht er Suizid.

### Gegenwart
Nach dem Krieg konnte Bernhard Litowski in der neugegründeten Volksrepublik Polen die Schule besuchen und später studieren und Schriftsteller werden. Als sich nach dem Sechstagekrieg 1967 aber die antisemitische (offiziell lediglich antizionistische) Stimmung in Polen verschärfte, konnte Litowski immer weniger veröffentlichen und wurde schließlich, wie viele andere Juden, zum Verlassen des Landes gedrängt (siehe auch: März-Unruhen 1968 in Polen). Er reist zunächst nach Wien und später nach München. Mit dem jüdischen Ehepaar Dorfman, bei dem er in München zu Gast ist, gerät er fast in Streit, weil sie so positiv von den Deutschen sprechen und sich als Juden in Deutschland niedergelassen haben. Danach besucht er seine Cousine in Antwerpen. Bei einer Feier gerät er wieder in politische Diskussionen, die sich unter anderem um die Rolle der Polen während des Zweiten Weltkriegs drehen.
In London hält er eine Lesung aus seinen autobiografischen Aufzeichnungen vor den Mitgliedern einer Vereinigung von Exilpolen. Dann reist er weiter nach New York, um, wie er sagt, „eine Uhr zurückzugeben“. Gemeint ist die Patek Philippe-Uhr von Zimmer, die er seit seiner Kindheit aufbewahrt hat und nun Zimmers Witwe, die inzwischen in New York lebt, zurückgeben kann.

## Produktion
Der Film wurde vom Südfunk Stuttgart produziert und am 22. März 1971 zum ersten Mal ausgestrahlt.